# Historique des indicatifs régionaux de l'Arizona

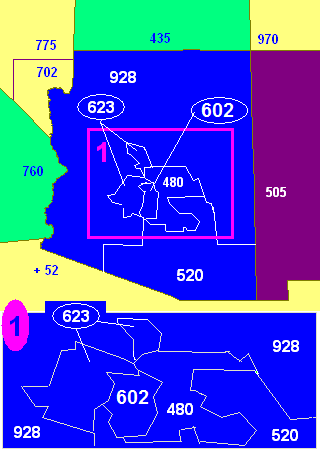
Carte de l'État de l'Arizona avec ses indicatifs régionaux

Cet article décrit les étapes de l'introduction des indicatifs régionaux du Plan de numérotation nord-américain dans l'État de l'Arizona aux États-Unis.

## Historique
De 1947 (date de l'implantation du Plan de numérotation nord-américain) au 19 mars 1995, l'indicatif 602 couvrait tout l'État de l'Arizona. Cet indicatif est l'un des indicatifs originaux du Plan de numérotation nord-américain. 
Le 19 mars 1995, une première scission de l'indicatif 602 a créé l'indicatif 520. L'indicatif régional 602 a continué à desservir la région métropolitaine de Phoenix alors que l'indicatif 520 couvrait le reste de l'État.
Le 1er avril 1999, une seconde scission de l'indicatif 602 a créé les indicatifs 480 et 623. L'indicatif 602 a été réduit à la ville de Phoenix alors que l'indicatif 480 desservait grossièrement la banlieue est de la ville et l'indicatif 623 desservait grossièrement la banlieue ouest de la ville.
Le 23 juin 2001, une scission de l'indicatif 520 a créé l'indicatif 928. L'indicatif 520 a conservé la partie sud-est de son territoire antérieur alors que l'indicatif 928 héritait du reste du territoire antérieur de l'indicatif 520.